# 南京市力学小学
南京市力学小学，坐落于南京市汉口西路120号。1988年学校与南师大实行联合办学，后又被市政府命名为南京师范大学第二附属小学。

## 历史
“力学”既是力学小学的校名又是学校的校训。这所学校是由著名的爱国和平老人邵力子、傅学文夫妇于1947年早春，在战火纷乱、无人顾及教育的情况下，倾其所有，在一片废墟上建立起来的。当时，就取名为力学，一是取两位老人名字中的一个字，更重要的是取“努力学习”的意思，以勉励学生。

## 知名校友
- 杨阳，羽毛球运动员
- 闵惠芬，二胡演奏家
- 陈艳，96世界杯游泳赛100米混合泳冠军